# Kimboraga yammerana
Kimboraga yammerana är en snäckart som beskrevs av Alan Solem 1985. Kimboraga yammerana ingår i släktet Kimboraga och familjen Camaenidae. IUCN kategoriserar arten globalt som sårbar. Inga underarter finns listade i Catalogue of Life.